# Elmer Fudd
Elmer Fudd, vânătorul este un personaj de desene animate din seria Warner Brothers Looney Tunes și Merrie Melodies.

## Comentariu
Elmer a apărut pentru prima dată ca un prototip în desenul Egghead Rides Again fiind știut ca „Egghead”. Prima apariție oficială a lui Elmer  a fost Elmer's Candid Camera în care a avut mici reasamblări după prototipul său. În câteva desene Elmer a fost arătat ca fiind gras. Elmer Fudd are particularitatea de a vorbi cu "i" în loc de "r" (de exemplu, iepure-iepuie). Una dintre frazele cele mai des folosite de către Elmer Fudd este "Șșșșt! Vânez iepui! Ha-ha-ha-ha!". În diversele sale desene, Elmer a avut conflict ori cu Bugs Bunny ori cu Daffy Duck dar a apărut nu numai pe post de vânător.

## Filmografie

### Desene Cu Egghead
- 001 Egghead Rides Again (1937)
- 002 Little Red Walking Hood (1937)
- 003 Daffy Duck & Egghead (1938)
- 004 The Isle of Pingo Pongo (1938)
- 005 Cinderella Meets Fella (1938)
- 006 A-Lad-In Bagdad (1938)
- 007 A Feud There Was (1938)
- 008 Johnny Smith and Poker-Huntas' (1938)
- 009 Count Me Out (1938)
- 010 Hamateur Night (1939)
- 011 A Day at the Zoo (1939)
- 012 Believe It or Else (1939)
- 013 Daffy Duck's Quackbusters (1988)
- 014 Histeria! (1999) (a cameo in Music)
- 015 Looney Tunes: Back in Action (2003)

### Desene Elmer Fudd

#### 1940
- 001 Elmer's Candid Camera
- 002 Confederate Honey
- 003 The Hardship of Miles Standish
- 004 A Wild Hare
- 005 Good Night Elmer

#### 1941
- 006 Elmer's Pet Rabbit
- 007 Wabbit Twouble

#### 1942
- 008 The Wabbit Who Came to Supper
- 009 Any Bonds Today?
- 010 The Wacky Wabbit
- 011 Nutty News
- 012 Fresh Hare
- 013 The Hare-Brained Hypnotist

### 1943
- 014 To Duck or Not To Duck
- 015 A Corny Concerto(MM)
- 016 An Itch in Time(MM)

### 1944
- 017 The Old Grey Hare(MM)
- 018 The Stupid Cupid(LT)
- 019 Stage Door Cartoon(MM)

### 1945
- 020 The Unruly Hare(MM)
- 021 Hare Tonic(LT)

### 1946
- 022 Hare Remover(MM)
- 023 The Big Snooze(LT)

### 1947
- 024 Easter Yeggs(LT)
- 025 A Pest in the House(LT)
- 026 Slick Hare(MM)

### 1948
- 027 What Makes Daffy Duck?(LT)
- 028 Back Alley Op-Roar (MM)
- 029 Kit for Cat(MM)

### 1949
- 030 Wise Quackers(LT)
- 031 Hare Do(MM)
- 032 Each Dawn I Crow(MM)

### 1950
- 033 What's Up Doc?(LT)
- 034 Rabbit of Seville(LT)

### 1951
- 035 Rabbit Fire(LT)

### 1952
- 036 Rabbit Seasoning(MM)

### 1953
- 037 Upswept Hare(MM)
- 038 Ant Pasted (Solo Elmer)(LT)
- 039 Duck! Rabbit, Duck! (MM)
- 040 Robot Rabbit(LT)

### 1954
All cartoons star Daffy
- 041 Design For Leaving(LT)
- 042 Quack Shot(MM)

### 1955
- 043 Pests for Guests (Solo Elmer)(MM)
- 044 Beanstalk Bunny(MM)
- 045 Hare Brush(MM)
- 046 This Is a Life?(MM)
- 047 Heir-Conditioned(LT)

### 1956
- 048 Bugs' Bonnets(MM)
- 049 A Star is Bored(LT)
- 050 Yankee Dood It(LT)
- 051 Wideo Wabbit(MM)

### 1957
- 052 What's Opera, Doc?(MM)
- 053 Rabbit Romeo(MM)

### 1958
- 054 Don't Axe Me(MM)
- 055 Pre-Hysterical Hare(LT)

### 1959
- 056 A Mutt in a Rut(LT)

### 1960
- 057 Person To Bunny(MM)
- 058 Dog Gone People(MM)

### 1961
- 059 What's My Lion?(LT)

### 1962
- 060 Crow's Feat(MM)

### Scurt-metraje revivale

#### 1972
- ABC Saturday Superstar Movie: "Daffy Duck and Porky Pig Meet the Groovie Goolies"

#### 1980
- Bugs Bunny's Bustin' Out All Over: "Portrait of the Artist as a Young Bunny" (segment dintr-un special TV)

#### 1990
- Box-Office Bunny

#### 1991
- Blooper Bunny

#### 1992
- Invasion of the Bunny Snatchers

### Cameouri
- The Scarlet Pumpernickel (1950)
- Rabbit Rampage (1955)
- Twas the Night Before Christmas (1974)
- Histeria!(anii 90)

## Alte apariții
- Elmer Fudd a apărut în numeroase episoade speciale în 1970s și 1980s, și câteva roluri cameo în două din compilațiile din filme Looney Tunes
- Elmer Fudd a mai apărut și în seriale TV cum ar fi Tiny Toons, Animaniacs, Histeria! și The Looney Tunes Show.